# TRICK 극장판 2
《TRICK 극장판 2》(일본어: トリック劇場版 2)은 2006년 6월 10일에 개봉한 일본 영화이다. 공식 사이트 및 팜플렛 등에서는 TRICK -극장판2-로 표기되어 있다.

## 개요
나카마 유키에, 아베 히로시 등 기존 시리즈 출연진들과, 상자를 조립해 천계와 지상을 자유롭게 왕래할 수 입구를 만들어내는, 이 영화에서는 악역의 초능력자·'하코가미 사와코' 역에는 카타히라 나기사가 캐스팅 되었다. 또한 이 작품은 극장판 시리즈 중 가장 사망자 수가 적은 작품으로, 스토리 전반을 작은 섬, 후반을 산간부 농촌과 사건의 무대를 이등분한 구성으로 되어 있다. 일본에서는 흥행수입은 21억엔.

## 줄거리
자칭 천재 마술사이지만 사실은 팔리지 않는 마술사인 야마다 나오코는 마술사의 어시스턴트 아르바이트 마저 잘려, 생활에 어려움을 겪고 있었다. 그 때 물리학자인 우에다 지로가 나타나 영능력자인 하코가미 사와코(筺神佐和子)가 이끄는 「하코 유토피아(箱のゆーとぴあ)」라는 종교단체가 지배하고 있는 하코가미섬(筺神島)으로 향한다.
우에다는 산소 농도가 높은 후모마을(富毛村) 출신의 아오누마 카즈히코(青沼和彦)라는 청년에게서 10년 전에 실종된 소꿉친구 니시다 미사코(西田美沙子)라는 여성을 구해달라는 의뢰를 받았다. 죽은 줄만 알았던 미사코가 최근에 들어 구해달라는 편지를 아오누마에게 보내고 있었던 것이다.
우에다와 야마다는 하코가미섬에 도착하지만, 사와코의 부하에게 발견되고 만다. 그래서 입신자를 가장하여 그 종교단체에 잠입하여 미사코를 찾는다. 운이 좋게도 미사코를 찾아 하코가미섬을 시도하려는데…

## 출연

### 주연
- 나카마 유키에
- 아베 히로시

### 조연
- 나마세 카츠히사
- 노기와 요코
- 호리키타 마키
- 히라오카 유타
- 카타히라 나기사
- 와타비키 카츠히코
- 우에다 코이치

## 기타
- 조감독: 키무라 히사시

## 스탭
- 감독 - 츠츠미 유키히코
- 제작 - 하야카와 히로시, 시마타니 요시나리
- 프로듀서 - 마키타 미츠하루
- 각본 - 마키타 미츠하루
- 촬영 - 마다라메 시게토모, 사카모토 마사토시
- 편집 - 이토 노부유키
- 미술 - 이나가키 히사오
- 조명 - 가와사토 카즈유키
- 녹음 - 나카무라 노리유키
- 음악 - 츠지 요우
- 주제가 - Joelle 〈럭키 마리아〉 (유니버설 J)
- 영상 제작 - 도호 영상 미술